# Olexi Mazikin
Olexi Andríyovych Mazikin –en ucraniano, Олексій Андрійович Мазікін– (Járkov, URSS, 16 de febrero de 1975) es un deportista ucraniano que compitió en boxeo.
Ganó una medalla de plata en el Campeonato Mundial de Boxeo Aficionado de 2001, en el peso superpesado. Participó en dos Juegos Olímpicos de Verano, ocupando el quinto lugar en Sídney 2000 y el quinto en Atenas 2004, en el peso superpesado.
En marzo de 2005 disputó su primera pelea como profesional. En su carrera profesional tuvo en total 31 combates, con un registro de 14 victorias, 15 derrotas y un empate.

## Palmarés internacional
| Campeonato Mundial | Campeonato Mundial    | Campeonato Mundial | Campeonato Mundial |
| Año                | Lugar                 | Medalla            | Categoría          |
| ------------------ | --------------------- | ------------------ | ------------------ |
| 2001               | Belfast (Reino Unido) | Medalla de plata   | +91 kg             |